# Berliner Küche
Die Berliner Küche war bis zum Ende des 19. Jahrhunderts eine schlichte Küche, die eher Wert auf deftigen Geschmack und Sättigung legte. Geprägt wurde sie neben der brandenburgischen Küche von den Kochtraditionen der Einwanderer aus Schlesien, Böhmen, Ostpreußen, Pommern und Mecklenburg sowie den Hugenotten aus Frankreich. Die preußisch-protestantische Gesellschaft integrierte diese Einflüsse häufig durch Vereinfachung.
Typische Zutaten aus der Region im 20. Jahrhundert waren u. a. Schweinefleisch, Gans, Forelle, Zander, Aal, Hecht, Hühnerei, Kuhmilch, Kohl, Erbsen, Karotten, Linsen und Bohnen, Rüben, Zwiebeln, Spargel, Weizen, Roggen, Gurken, Kartoffeln, Äpfel, Birnen, Heidelbeeren und Kirschen.
Im 21. Jahrhundert hat die Berliner Küche unzählige Wellen der Erneuerung erfahren. Die kulinarische Kultur, die sehr diversen Küchentraditionen der Metropole, sowie die gastronomische Szene sind national wie international bekannt geworden.

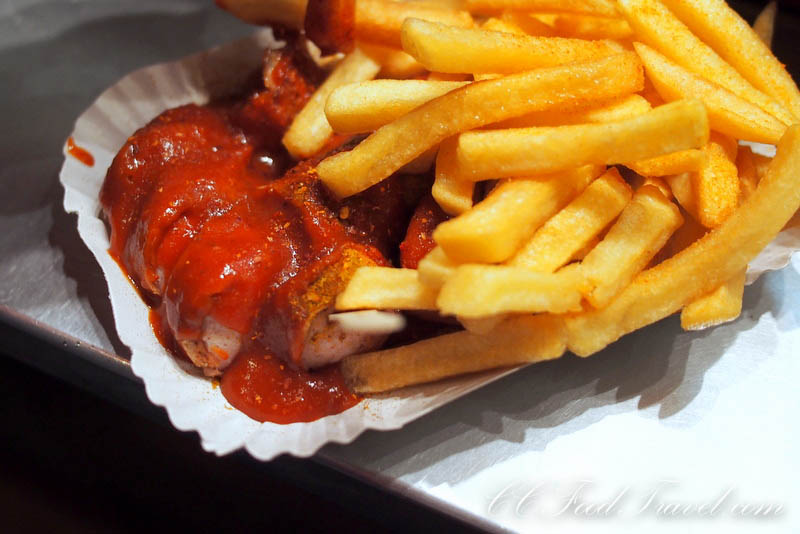
Currywurst mit Pommes frites
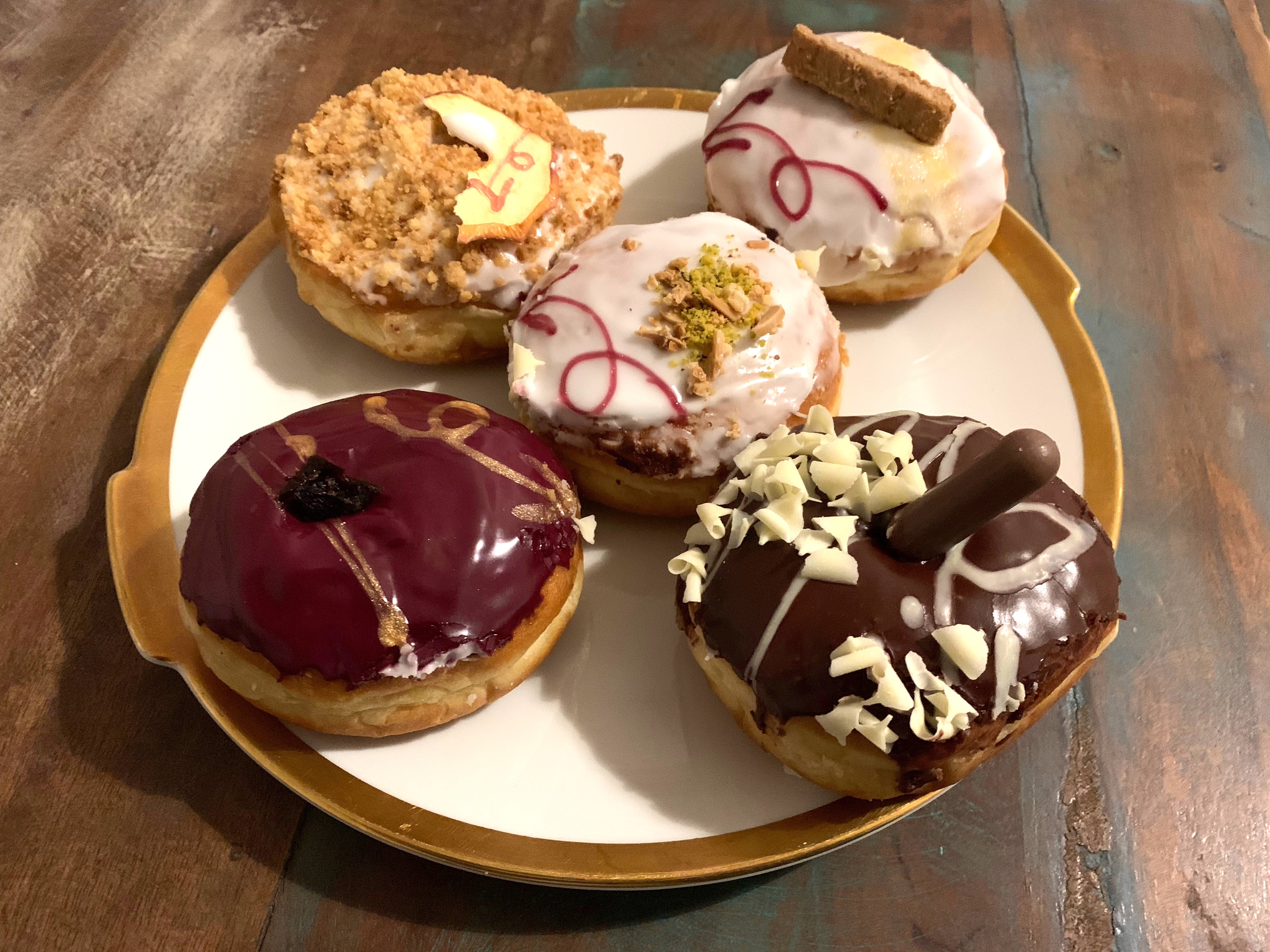
Berliner Pfannkuchen
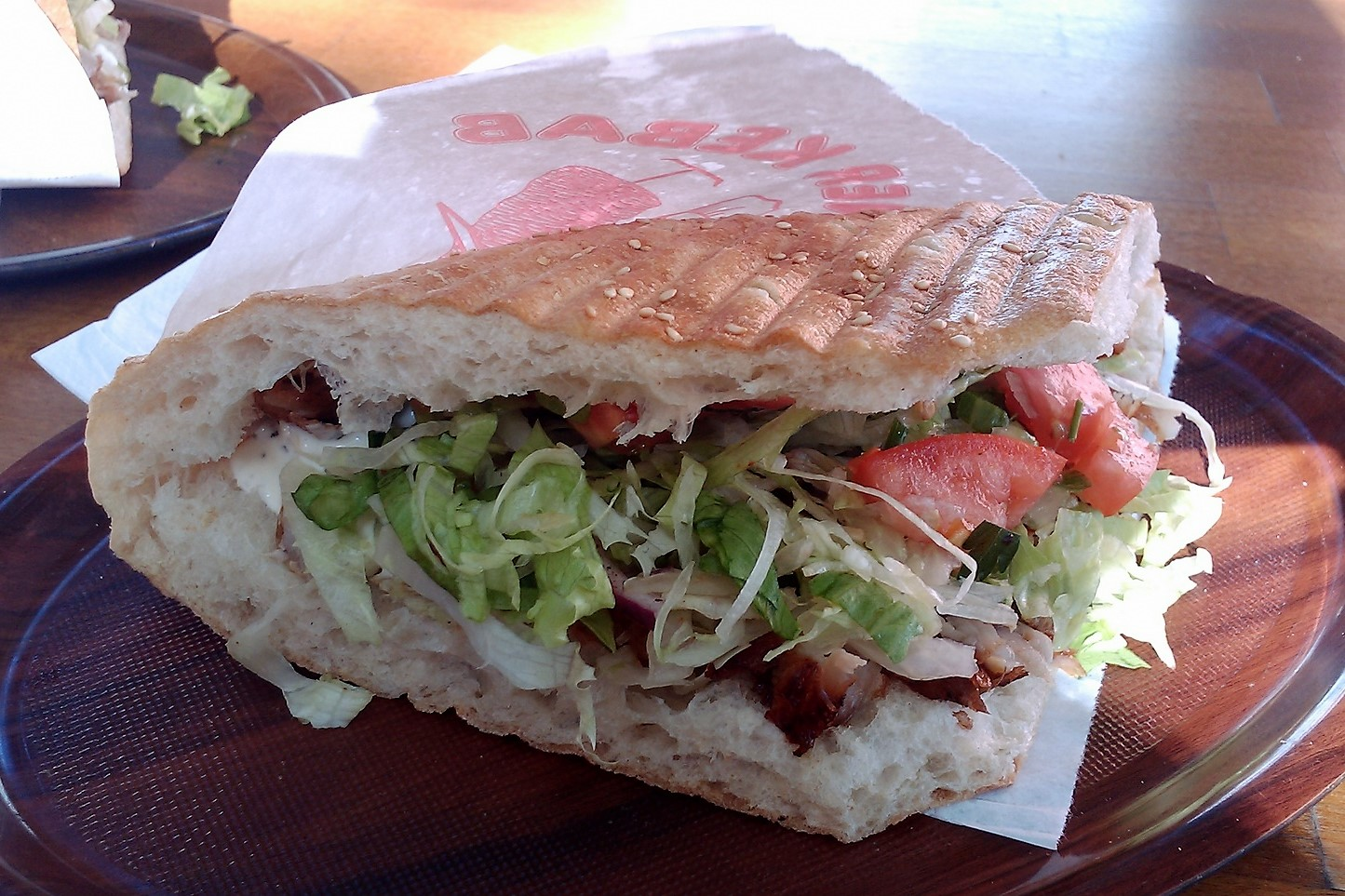
Döner Kebab

## Geschichte

### 1600–1900

Friedrich II. inspiziert den Kartoffelanbau um 1780

Berlin war seit dem 17. Jahrhundert bedeutende Durchgangsstation und Zielort für Menschen aus den verschiedensten Regionen Deutschlands und darüber hinaus. Für die Küche u. a. prägend waren die calvinistisch beeinflussten Hugenotten. Sie brachten bis dahin in Brandenburg unbekannte Zutaten mit, wie Blumenkohl, Spargel, grüne Erbsen und Bohnen, Gurken und Blattsalat, die seitdem auch im Berliner Umland angebaut werden. Bis dahin bestimmten Kohl und Rüben den Gemüseanbau auf den kargen, sandigen Böden. Ein bis heute eigenständiges Produkt des Bodens sind die Teltower Rübchen.
Zu bedeutender Größe wuchs Berlin im 18. und 19. Jahrhundert. Mit dem Aufstieg eines wohlhabenderen Bürgertums erlangte auch die städtische Gastronomie und häusliche Kochkunst einen ersten Aufschwung. Der Fleischkonsum der städtischen Bevölkerung lag im Vergleich zu den Bewohnern der ländlichen Gegenden deutlich höher.
Der von Friedrich II. um 1750 erlassene Kartoffelbefehl, den er Bauern verordnete, führte den Kartoffelanbau in Preußen ein. Die Kombination von Salzsteuer und hohem auferlegtem Mindestverbrauch von Salz aus den preußischen Salinen führte zur starken Verbreitung der Salzgurke und zum Rollmops.
Aus Brandenburg wurden hauptsächlich Spreewälder Gurken und Kernobst nach Berlin eingeführt. Auffallend ist die häufige Verwendung des Edelkrebses, der um Berlin reiche Fänge im 18. und 19. Jahrhundert ermöglichte.

### 1900–heute

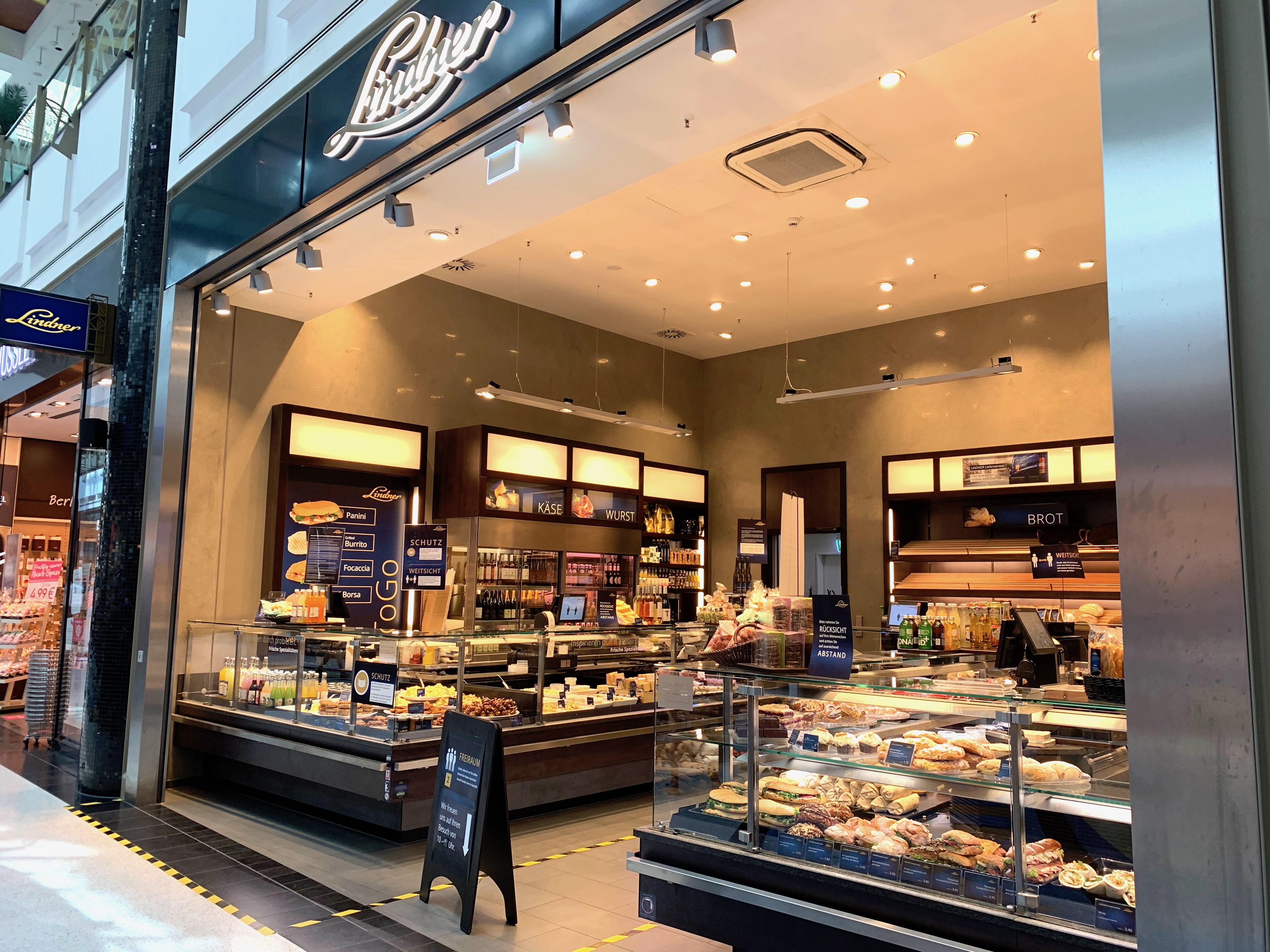
Lindner-Filiale 2020, Berliner Feinkosthändler seit 1950

Um 1910 war Berlin einer der weltgrößten Brauereistandorte. Etwa 1000 Brauereien produzierten Biere mit den verschiedensten Markennamen. Zu den großen Brauereien gehörten u. a. Bötzow, Patzenhofer, Engelhardt und Landré. Zu dieser Zeit gab es auch rund 200 Likörfabrikanten.
Die erste Grüne Woche fand als Messe in Berlin für landwirtschaftliche Erzeugnisse erstmals 1926 statt. Bis heute ist sie die wichtigste Messe für Ernährungswirtschaft in Deutschland.
Ab den 1950er Jahren veränderte sich das alltägliche Kochen, Essen und Trinken auch in Berliner Haushalten und Restaurants erheblich. Wesentliche Einflüsse waren u. a. die Einführung des häuslichen Kühl- und Gefrierschranks, die intensivierte Arbeitsmigration (aus der Türkei, Griechenland, Jugoslawien, Italien), der Massentourismus, und die zunehmende Industrialisierung in Herstellung, Konservierung und Vertrieb von Nahrungsmitteln.
Die regionaltypischen Kochtraditionen schwächten sich deutschlandweit durch das einheitliche Angebot in Supermarktketten seit den 1960er Jahren ab. Berlin kann hier jedoch als Ausnahme gelten, da die Stadt bis 1990 durch die politische und wirtschaftliche Teilung unterschiedlichen Bedingungen ausgesetzt war, was die Verfügbarkeit an Produkten anging.
Die fortschreitende Internationalisierung der Berliner Essgewohnheiten, Gesundheitsaspekte, globalisierte Handelsbeziehungen und die Zunahme von vegetarischer Ernährungsweise beeinflussten u. a. auch die Entwicklungen der Berliner Küche nach 1990. Die gastronomischen Einrichtungen als soziale Orte und Treffpunkte erlebten nach 2010 einen Aufschwung.

## Gerichte
Viele typische Gerichte sind mit Zuwanderern nach Berlin gekommen oder entstanden in Anlehnung aus der verbreiteten Küche im deutschsprachigen Raum; in Berlin entstandene sind u. a. Kasseler, Bockwurst, Currywurst und Döner Kebap im Brot.

### Fleischgerichte
Speisen, die in Berlin bis weit ins 20. Jahrhundert verbreitet waren, sind u. a. Kasseler mit Sauerkraut, gebratene Leber mit Apfel, Zwiebeln und Kartoffelpüree, Schweinebraten, Sauerbraten, Schnitzelvarianten, Bauernfrühstück, Eisbein mit Sauerkraut und Erbspüree, Gulasch, Rinderbrust mit Meerrettich, Königsberger Klopse, Buletten mit Kartoffelsalat, Wildbret-Gerichte, Gebackener Schweinebauch, „Falscher Hase“, Kohlrouladen sowie Kartoffelpuffer mit Apfelmus.
Zur Weihnachtszeit wird in vielen Haushalten Gänsebraten mit Rot- oder Grünkohl und Klößen oder Kartoffeln zubereitet.

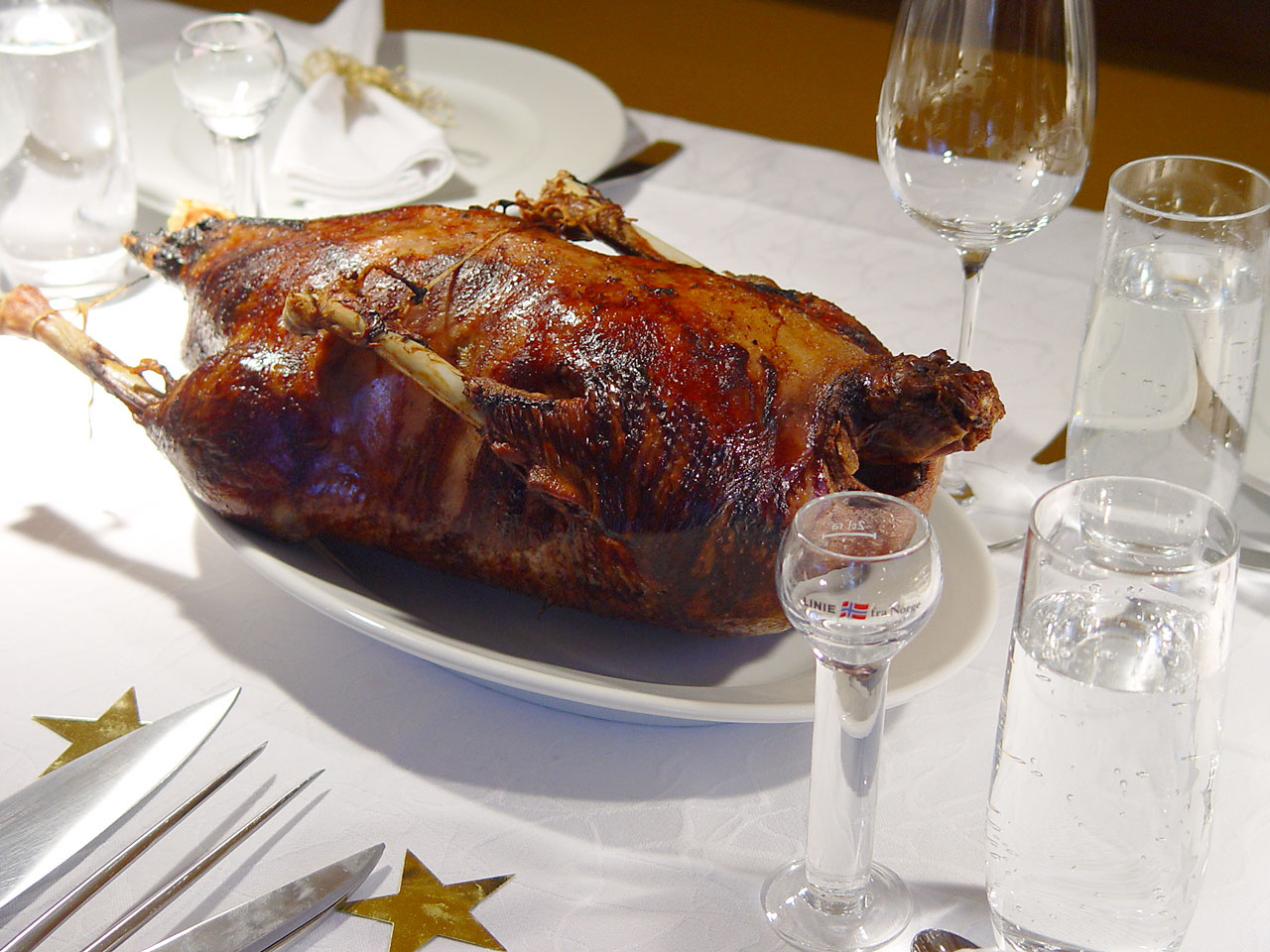
Weihnachtsgans – Feiertagsessen
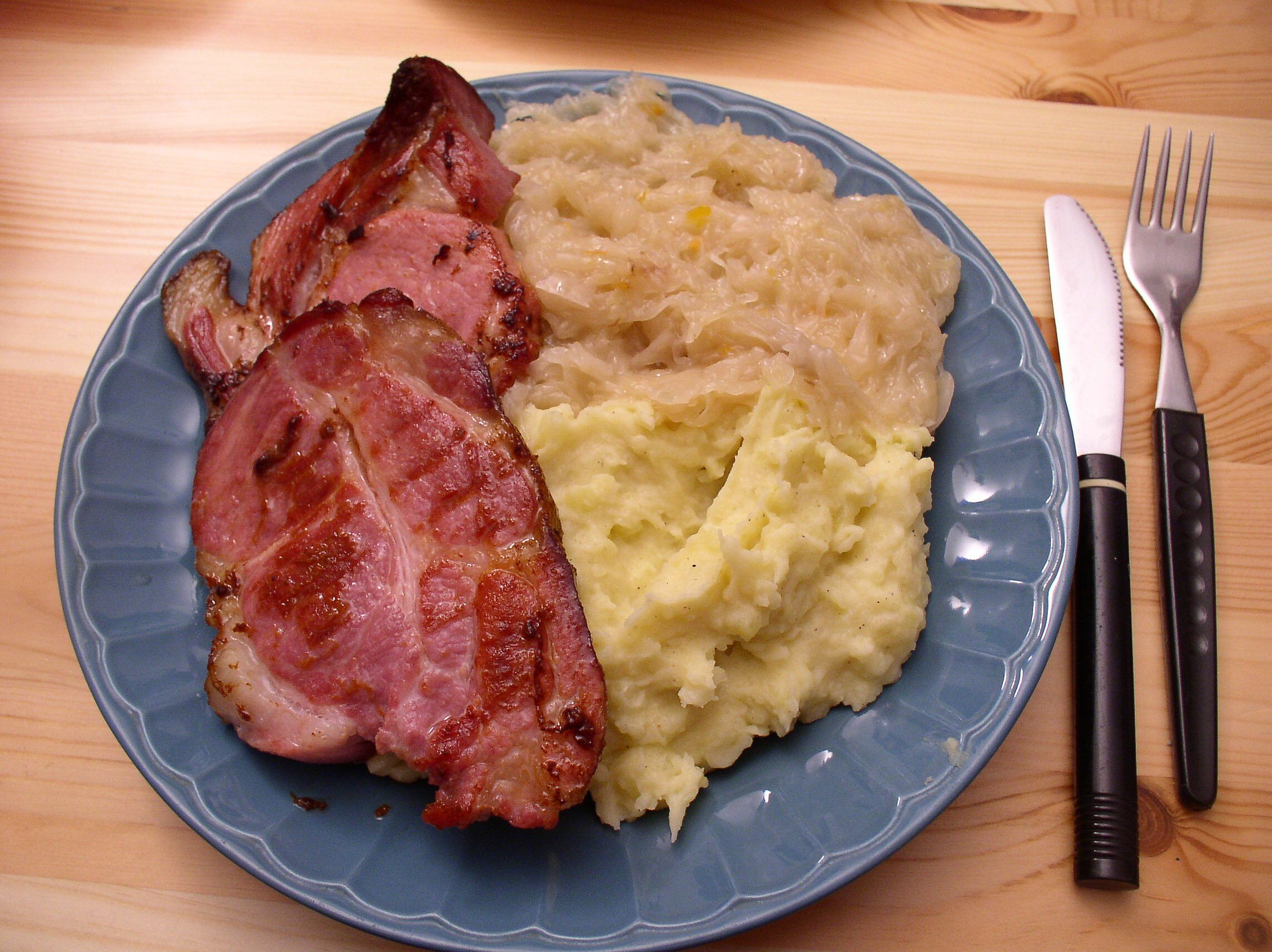
Kasseler mit Sauerkraut und Kartoffelpüree
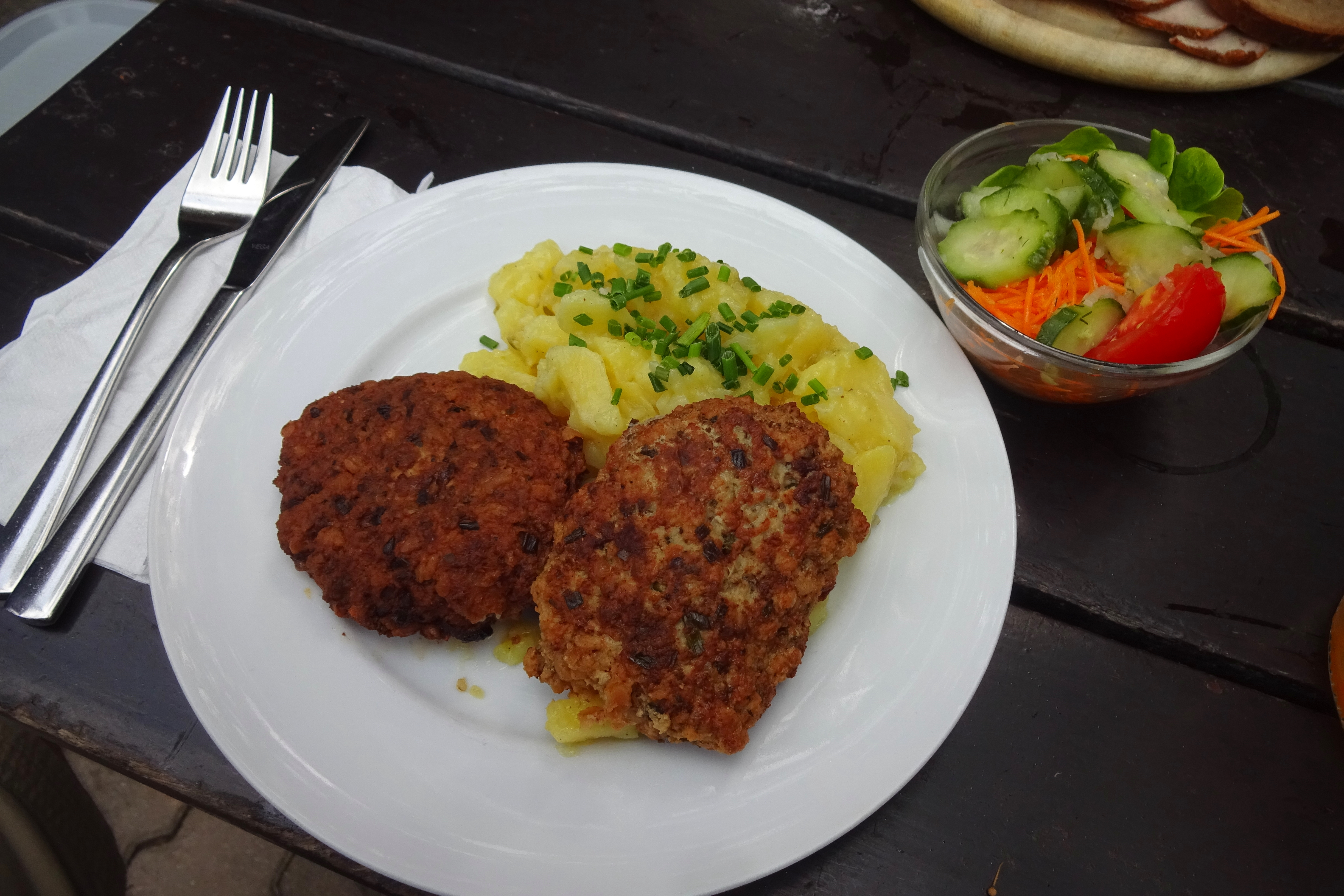
Buletten mit Kartoffelsalat
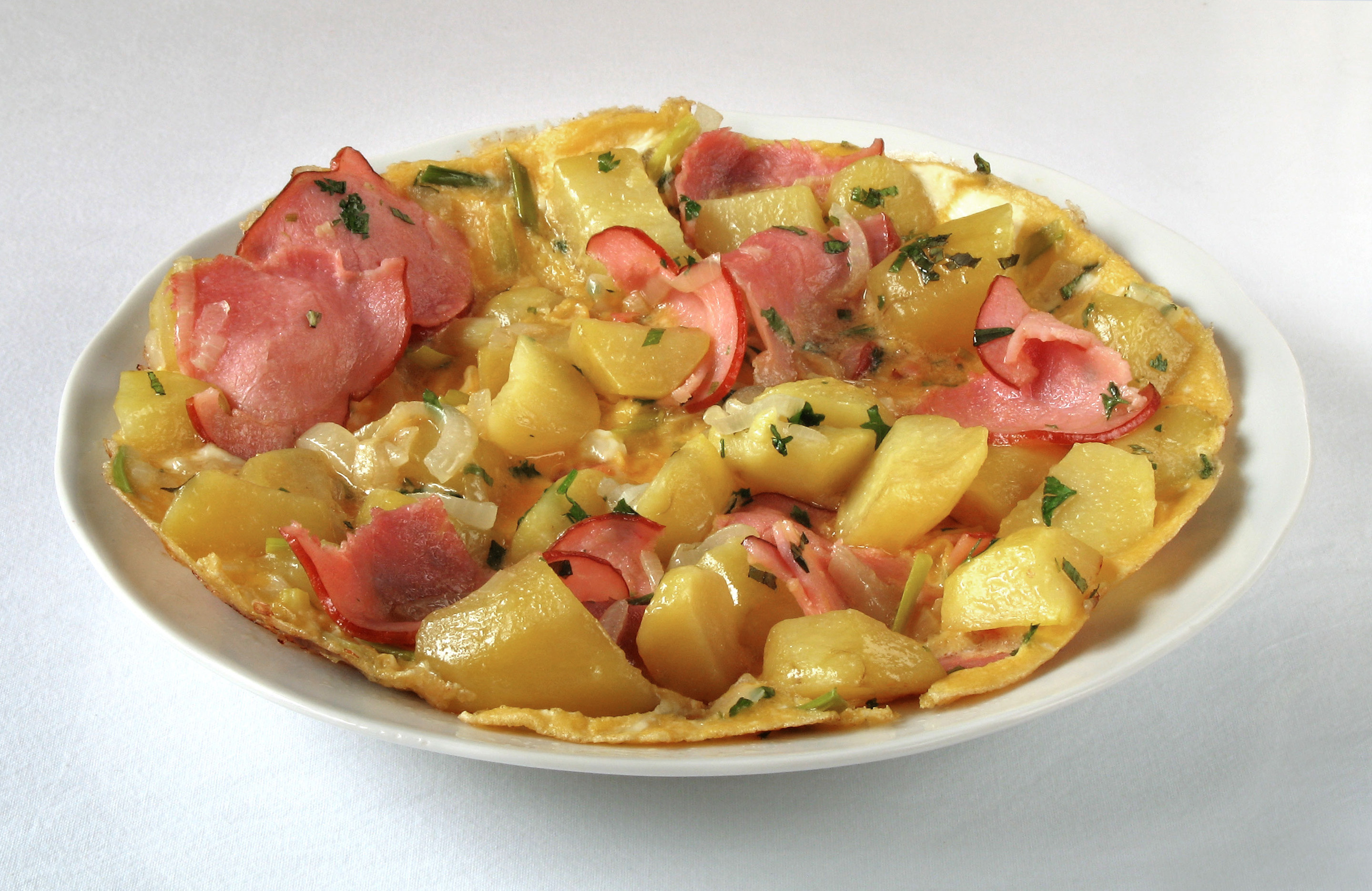
Bauernfrühstück
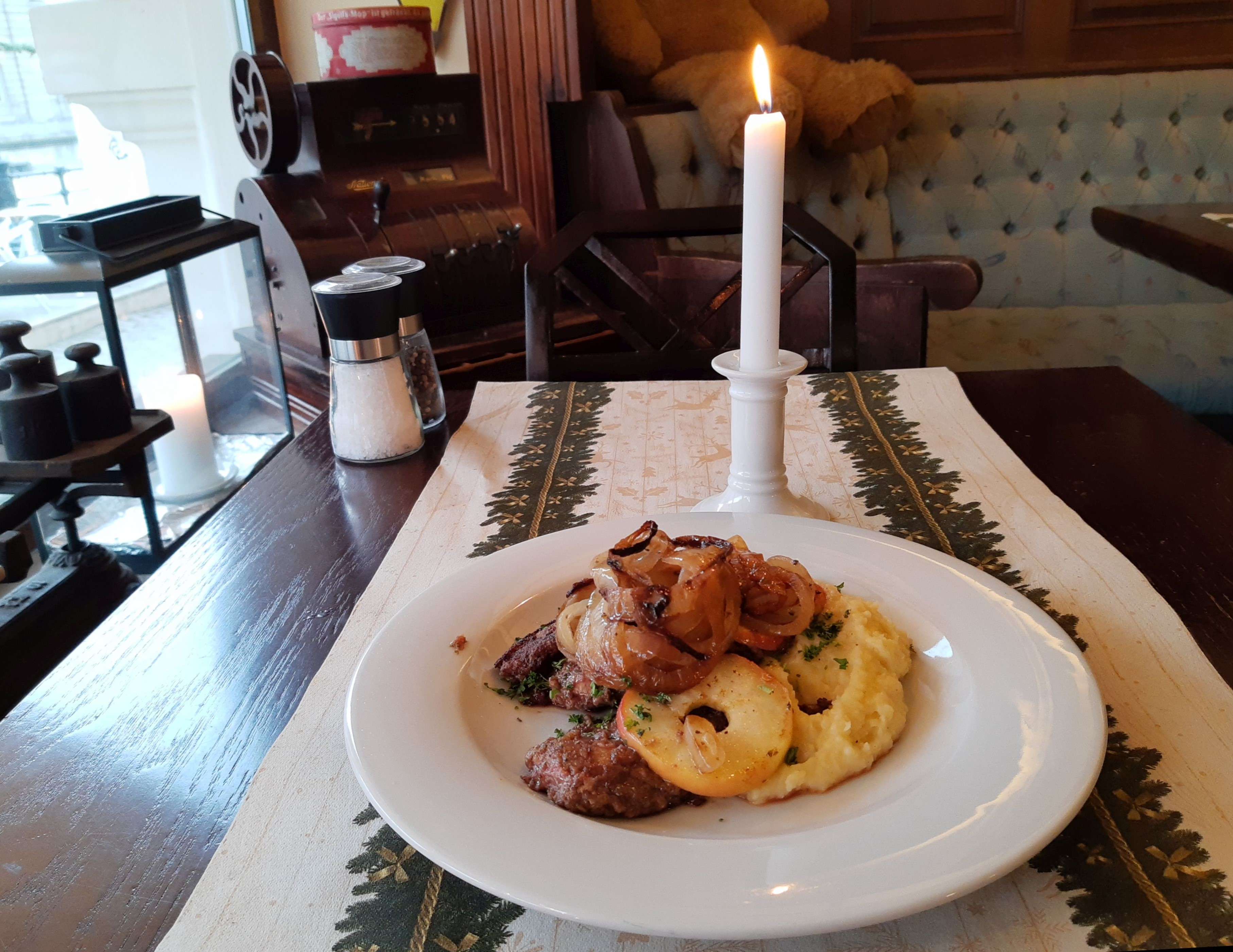
Leber Berliner Art

### Fischgerichte

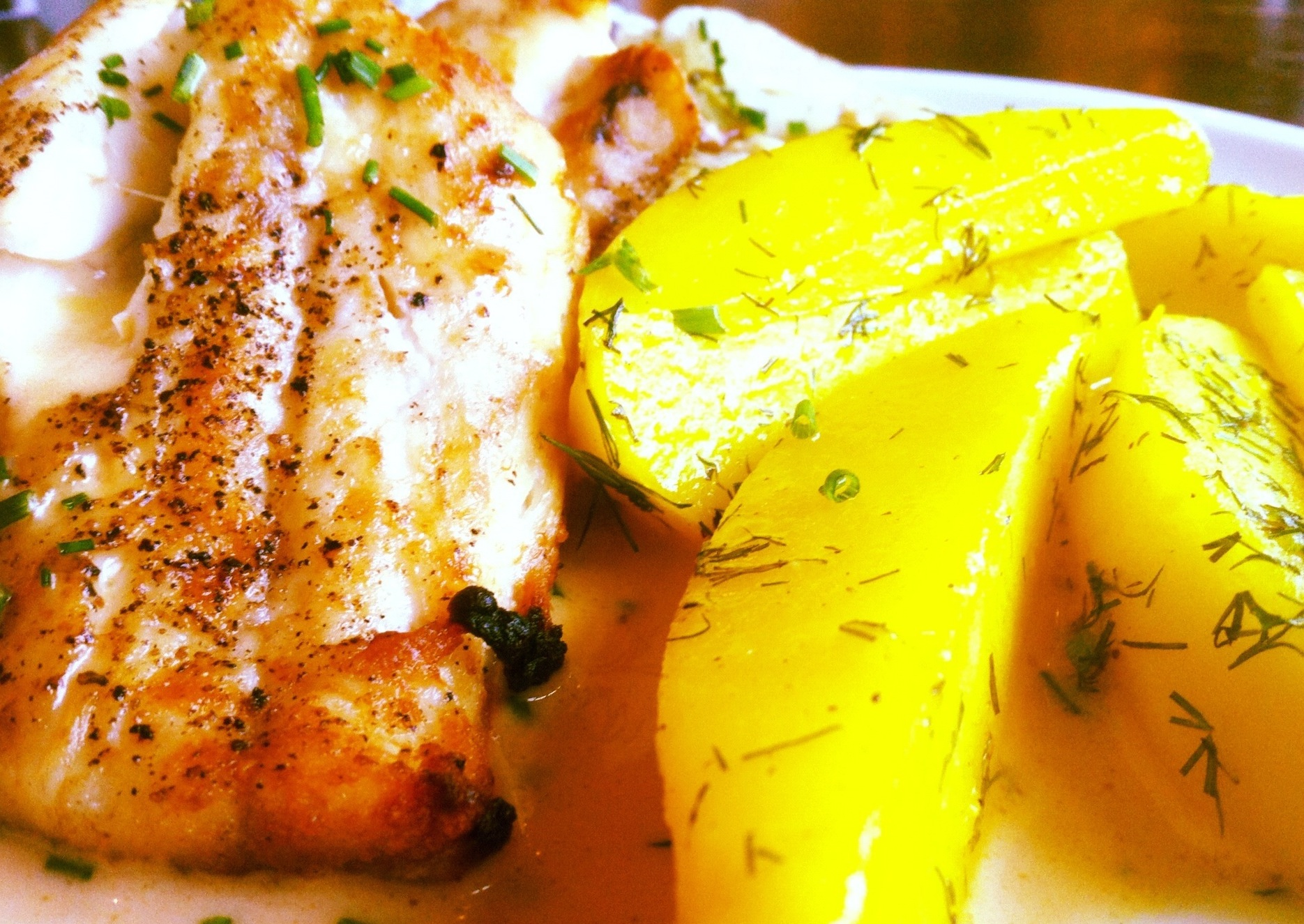
Gebratenes Hechtfilet

Die im 20. Jahrhundert auf vielen Speisekarten zu findenden Fische wurden u. a. aus der Havel und den reichlich vorhandenen umliegenden Gewässern geholt. Sie wurden geräuchert oder zu Gerichten wie Aal grün mit Spreewälder Gurken, Forelle Müllerinart und Hecht mit Butterkartoffeln verarbeitet. Karpfen, Schleie, Plötzen sowie der Zander sind weitere heimische Arten.
Auch der Hering als Meeresfisch aus Nord- und Ostsee erfreute sich in zahlreichen Variationen großer Beliebtheit. Er wurde zu u. a. Sahnehering, Bismarckhering, Rollmops oder Brathering verarbeitet.

### Gemüsegerichte und Beilagen
- Kartoffelpuffer
- Bratkartoffeln; serviert als Hauptgericht mit Setzei (Spiegelei) oder als Beilage
- Pellkartoffeln und Quark mit Leinöl („Spreewälder Art“)
- Salzkartoffeln
- Teltower Rübchen
- Sauerkraut

### Suppen und Eintöpfe

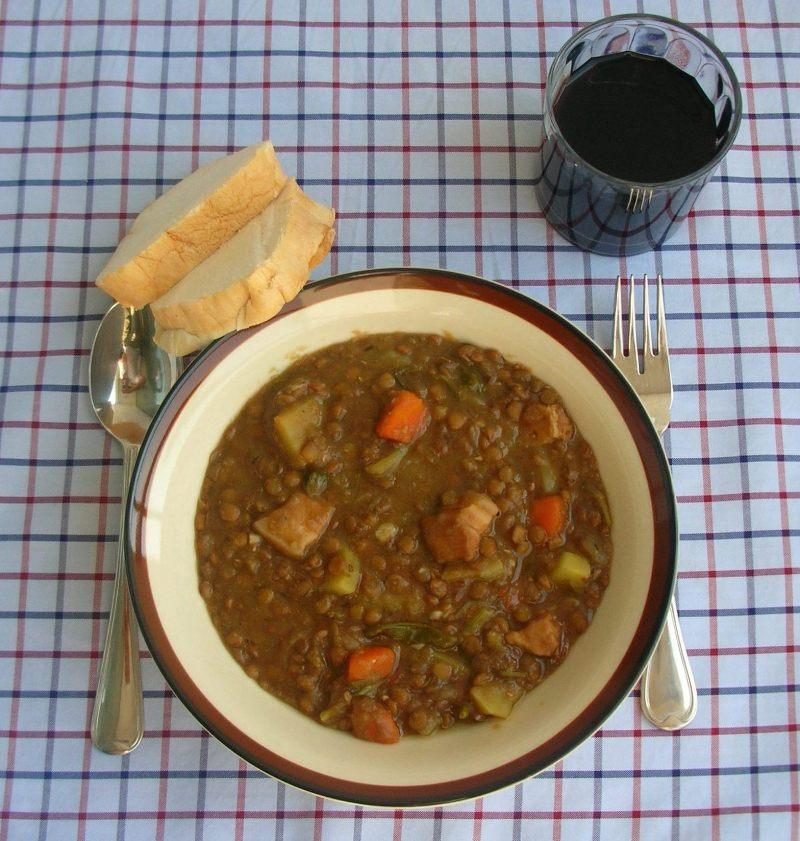
Linseneintopf

- Löffelerbsen
- Erbsensuppe mit Bockwurst
- Linseneintopf
- Hühnersuppe
- Bohnensuppe mit Hammelfleisch
- Kartoffelsuppe mit Bockwurst
- Kürbiscremesuppe
- Beamtenstippe

### Salate und Eingelegtes
- Heringssalat
- Kartoffelsalat (mit Mayonnaise, Gewürzgurke und Ei)

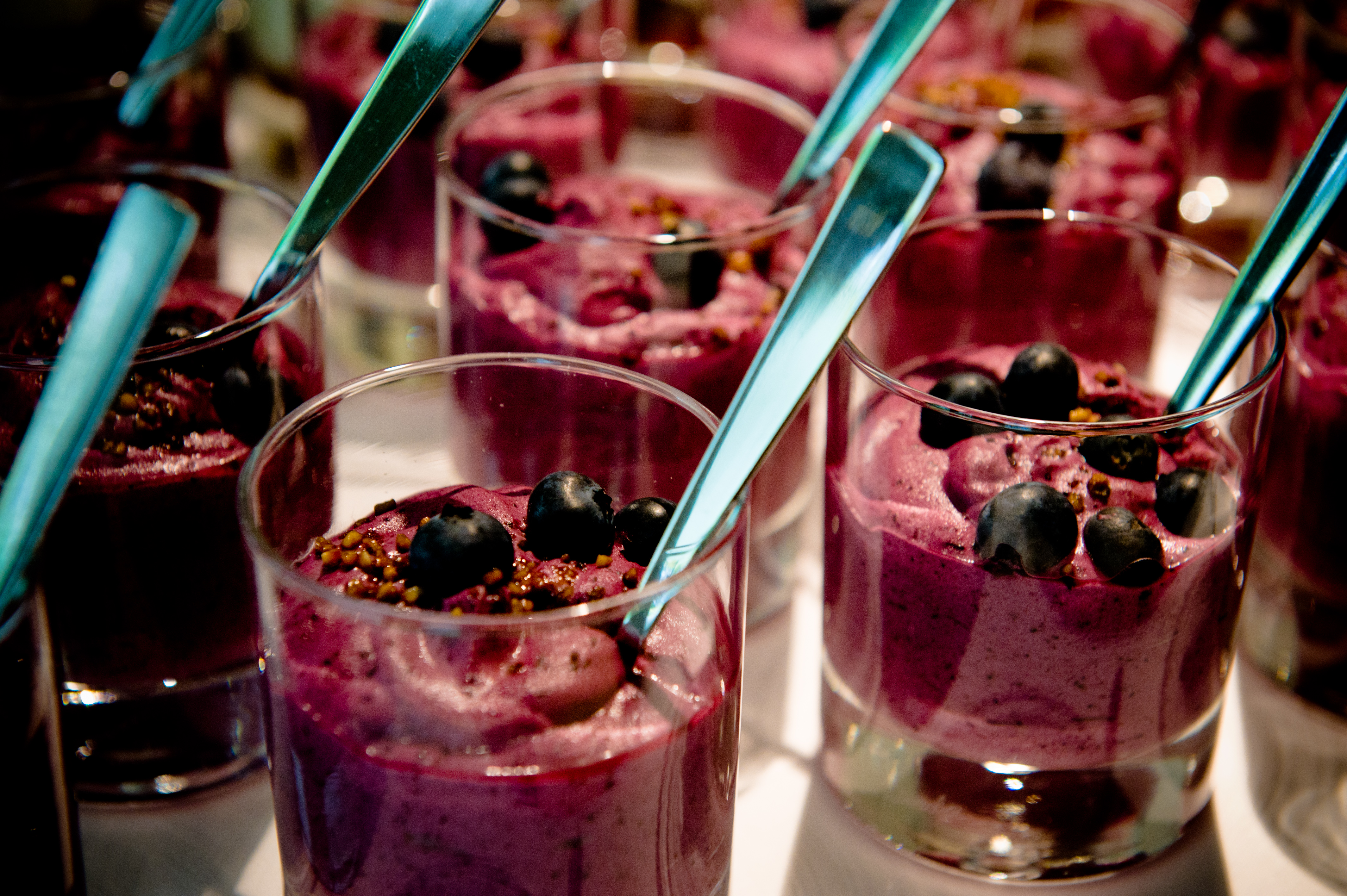
Heidelbeercreme

- Karottensalat
- Gurkensalat mit Dill
- Saure Gurken
- Süßsaurer Kürbis

### Desserts
- Milchreis mit Zimt und Zucker
- Grießbrei mit Früchten
- Berliner Luft
- Kompott aus Obst
- Rote Grütze

## Backwaren
In Berlin wird, wie in allen Teilen Deutschlands, seit Jahrhunderten das Bäckereihandwerk gepflegt. 2023 gab es rund 150 eingetragene Betriebe in der Stadt. Als bekannte Berliner Bäckereierzeugnisse gelten die traditionell zu Silvester und Faschingsdienstag gereichten Berliner Pfannkuchen. Schrippen sind mit einer Längskerbe versehene Brötchen aus Weizenmehl. Schusterjungen sind quadratische Brötchen aus Weizen- und Roggenmehl.

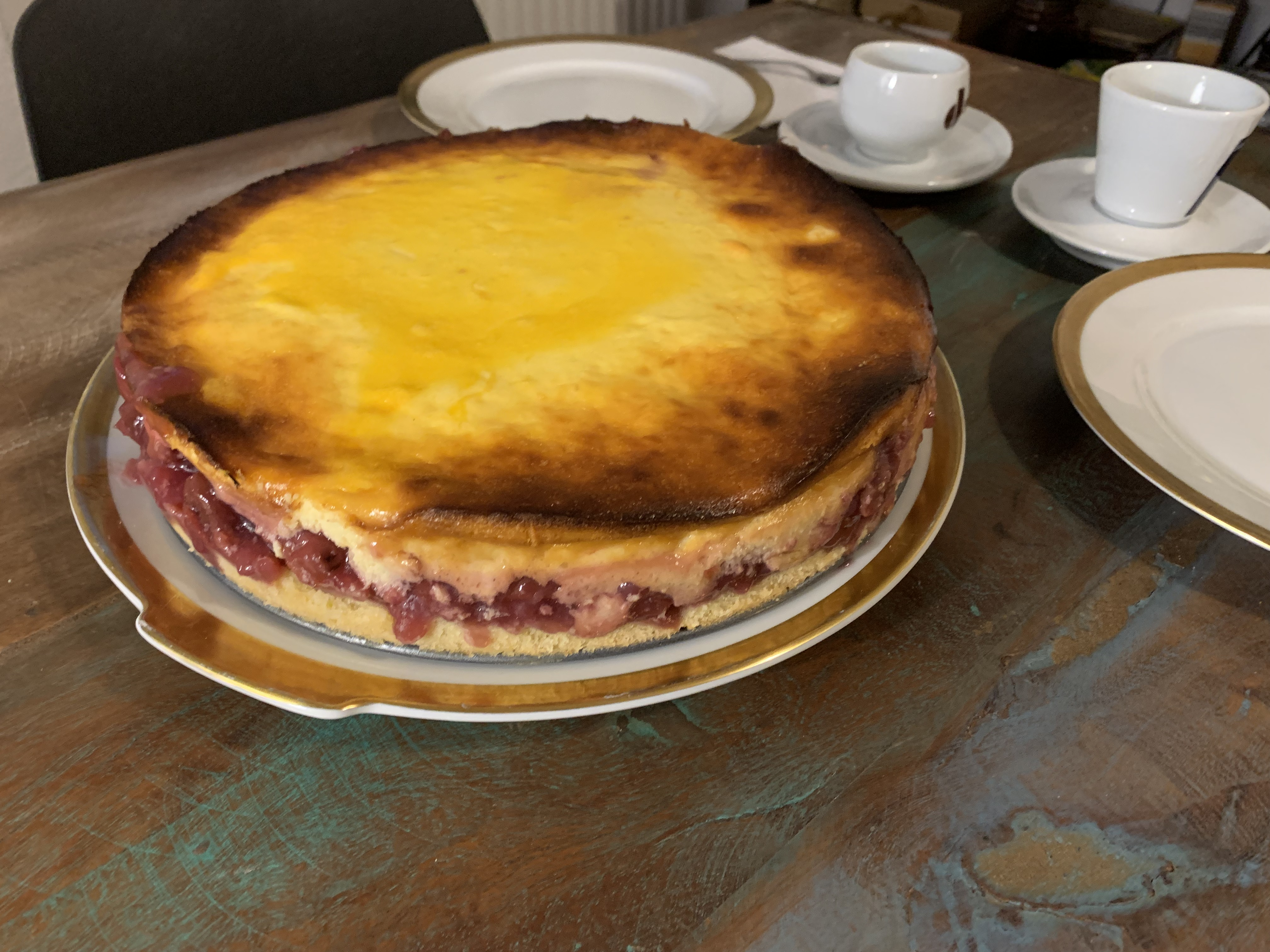
Käsekuchen
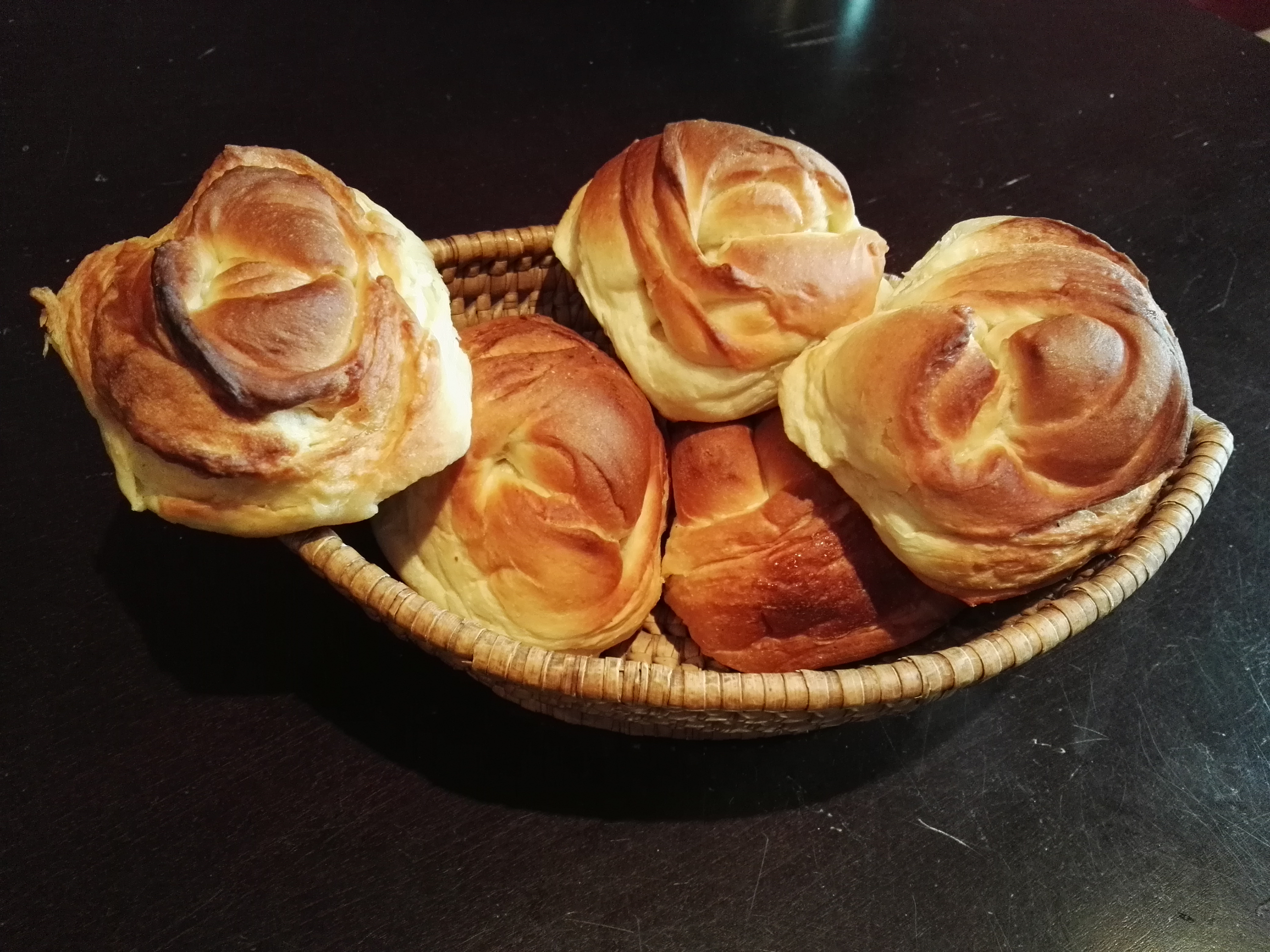
Splitterbrötchen
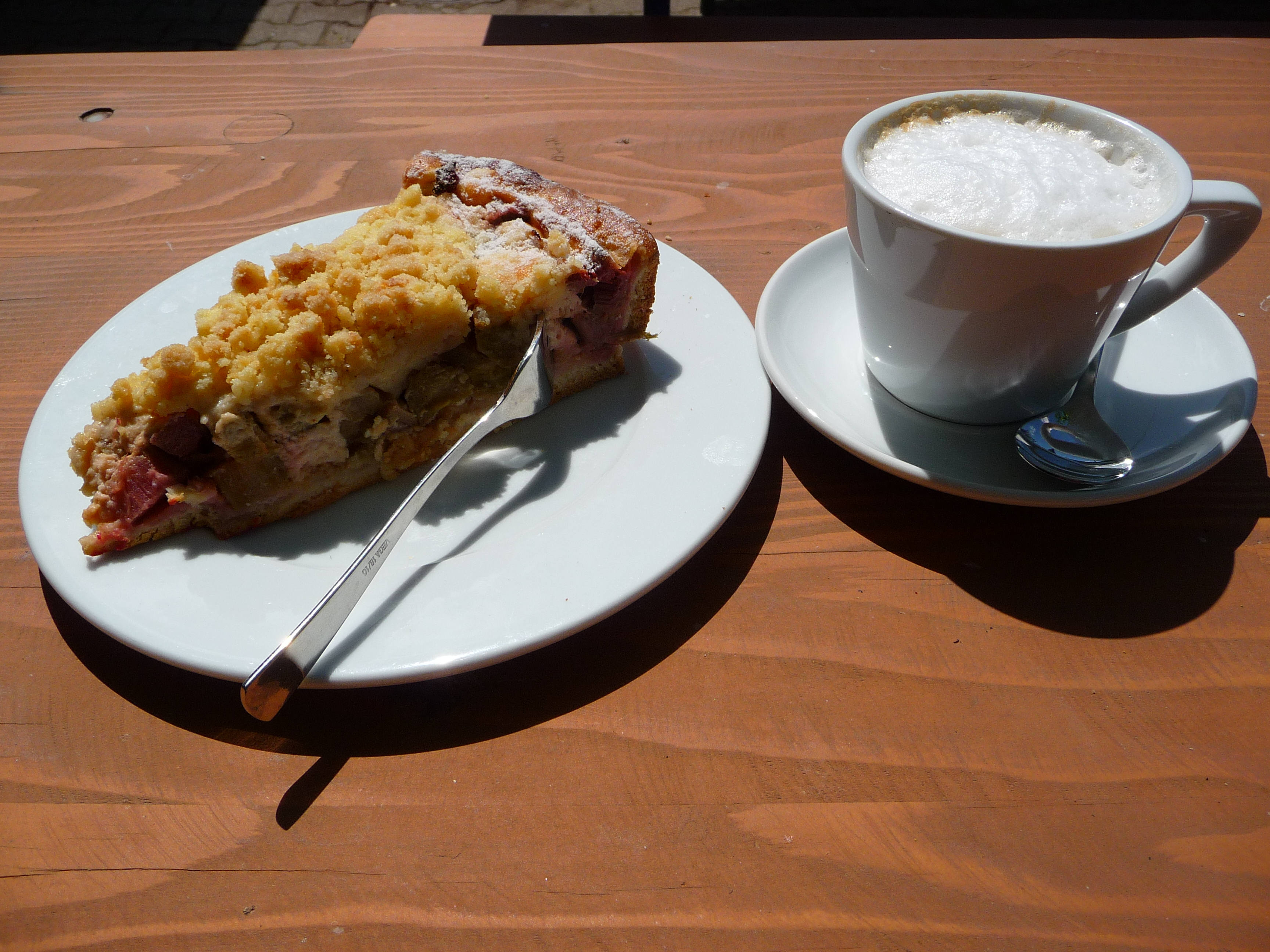
Streuselkuchen
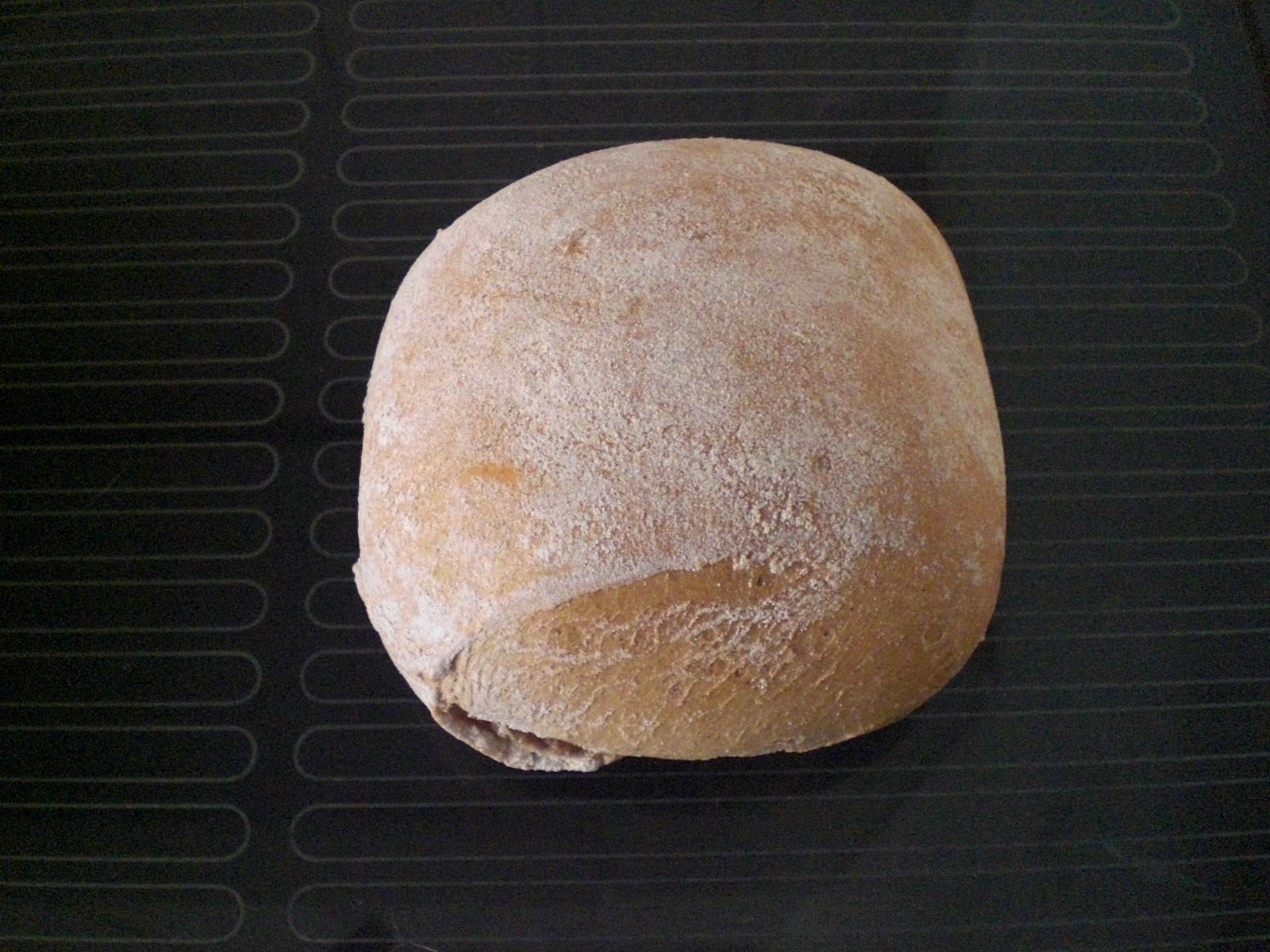
Schusterjunge
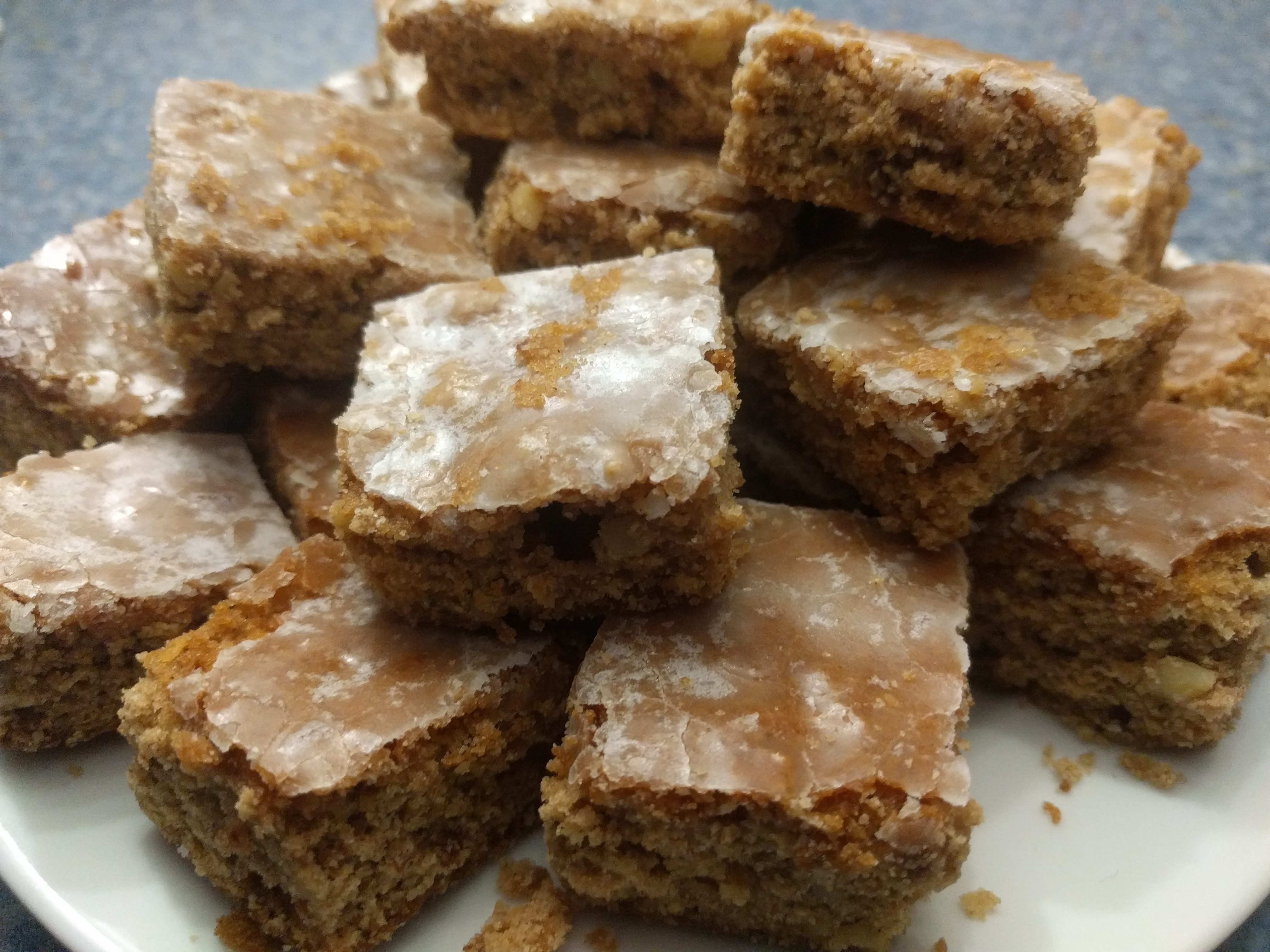
Berliner Brot

### Brot und Brötchen
- Schusterjungen (Brötchen aus Weizen- und Roggenmehl)
- Schrippen (Brötchen aus Weizenmehl)
- Knüppel (längliches Brötchen mit einem Anteil von Milch und Schmalz im Teig)
- Splitterbrötchen
- Hackepeter: Hackfleisch vom Schwein, angemacht mit Salz, Pfeffer, Senf und gehackter Zwiebel

### Kuchen und Gebäck
- Pfannkuchen (auch als Berliner bekannt)
- Berliner Napfkuchen (Kuchen aus Hefeteig mit Rosinen)
- Berliner Torte (Haselnuss-Mürbeteig, mit Johannisbeer-Gelee gefüllt und mit Vanille-Fondant glasiert)
- Käsekuchen Berliner Art, Quarkmasse mit Korinthen und Rum, auf Mürbeteigboden gebacken

## Getränke

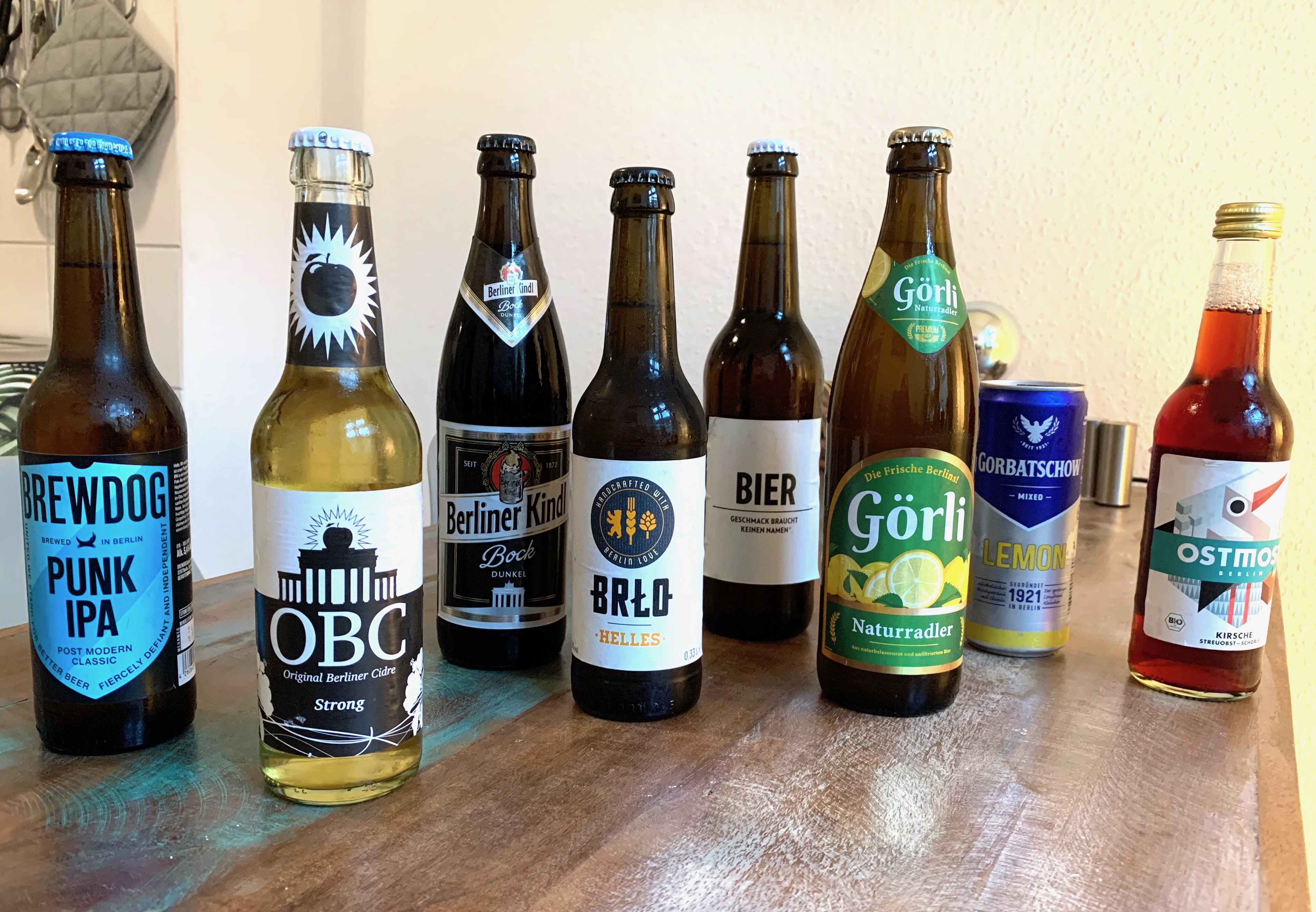
Getränkemarken aus Berlin, 2021

Berlin hat eine lange Brautradition. Die Berliner Weiße, ein Weizenbier, zählte im 18. und 19. Jahrhundert zu den gefragten Biersorten. Spätestens seit Anfang des 20. Jahrhunderts ist das Pilsener der bevorzugte Bierstil. Auch Bockbiere und Lagerbiere haben eine lange Tradition. Die seit 2004 zur Radeberger Gruppe gehörende Berliner-Kindl-Schultheiss-Brauerei ist der größte Bierproduzent in der Stadt. Mit einem durchschnittlichen jährlichen Bierkonsum von 48 Litern pro Einwohner im Jahr 2015 zählt Berlin zu den Regionen mit dem geringsten Verbrauch in Deutschland.
Seit 1992 findet einmal jährlich in Berlin die Weinmesse statt. Mit mehr als 20.000 Besuchern und über 300 internationalen Ausstellern ist sie die größte Publikumsweinmesse in Deutschland. Der durchschnittliche jährliche Weinkonsum pro Kopf lag 2017 in Berlin bei 21,3 Litern.
Die Bar Convent Berlin ist eine jährlich stattfindende Bar- und Getränkemesse. Hier werden zahlreiche Branchenpreise vergeben. So wird u. a. der Mixologe des Jahres gekürt.
Der Futschi ist ein beliebtes Mixgetränk in Kneipen.

## Gastronomie
Im Jahr 2022 gab es in Berlin rund 9.000 steuerpflichtige Gastronomiebetriebe mit Lieferungen und Leistungen über 17.500 Euro. Dabei handelte es sich bei rund 1.700 um Betriebe mit Ausschank von Getränken wie Schankwirtschaften, Diskotheken oder Bars.

### Restaurants
Mit dem Beginn der 2000er Jahre hat sich die Spitzengastronomie in Berlin erheblich entwickelt. Seit 2008 führt der Guide Michelin Berlin als Stadt mit den meisten Sterne-Restaurants in Deutschland. 2020 wurde mit dem Rutz erstmalig ein Berliner Restaurant mit drei Sternen ausgezeichnet.
2017 gab es sieben Restaurants, die mit zwei Michelinsternen ausgezeichnet wurden, weitere 14 Restaurants erhielten einen Stern. Im deutschsprachigen Raum war Berlin im selben Jahr die Stadt mit den meisten Sterne-Restaurants. Die mit zwei Sternen ausgezeichneten Restaurants waren das Rutz (Mitte), das Facil (Potsdamer Platz), das Fischers Fritz (Mitte), das Horváth (Kreuzberg), das Lorenz Adlon Esszimmer (Mitte), das Reinstoff (Mitte) und das Tim Raue (Kreuzberg).
Die Ein-Stern-Häuser waren das 5 – cinco by Paco Pérez, das Bandol sur Mer, der Bieberbau, das Cookies Cream, das einsunternull, das Frühsammers Restaurant, das Golvet, das Hugos, das Markus Semmler, das Nobelhart & Schmutzig, der Pauly Saal, das Richard, die Skykitchen und das tulus lotrek (Stand: Guide Michelin 2018). Zu den ebenfalls bekannten Restaurants in Berlin gehören das Borchardt, das Paris-Moskau und das Lutter & Wegner.
Zu den erfolgreichen Berliner Gastronomen im 21. Jahrhundert zählen u. a. Mehmet Aygün, Roland Mary,
Tim Raue, The Duc Ngo und Cebrail Karabelli.

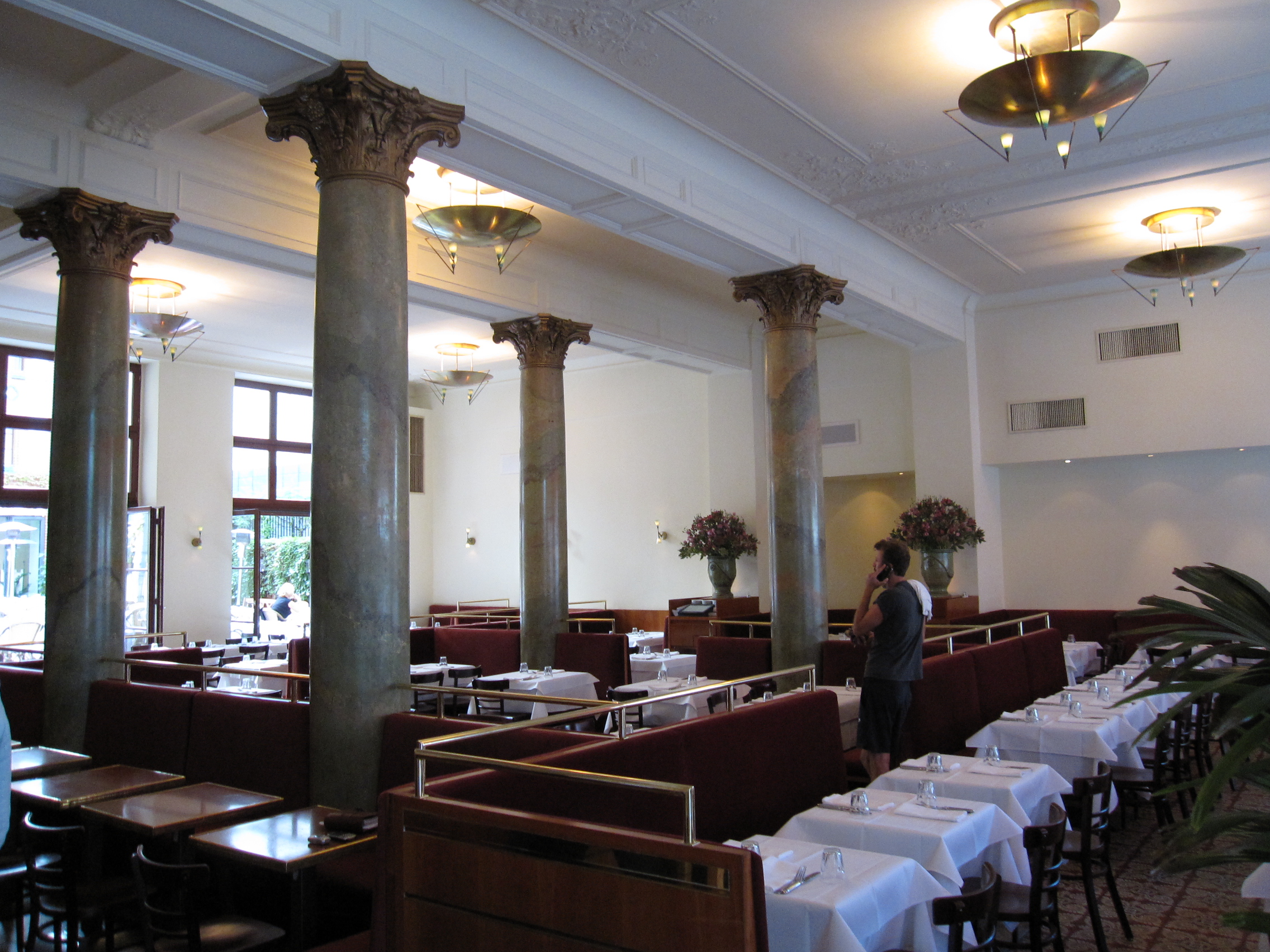
Das Restaurant Borchardt
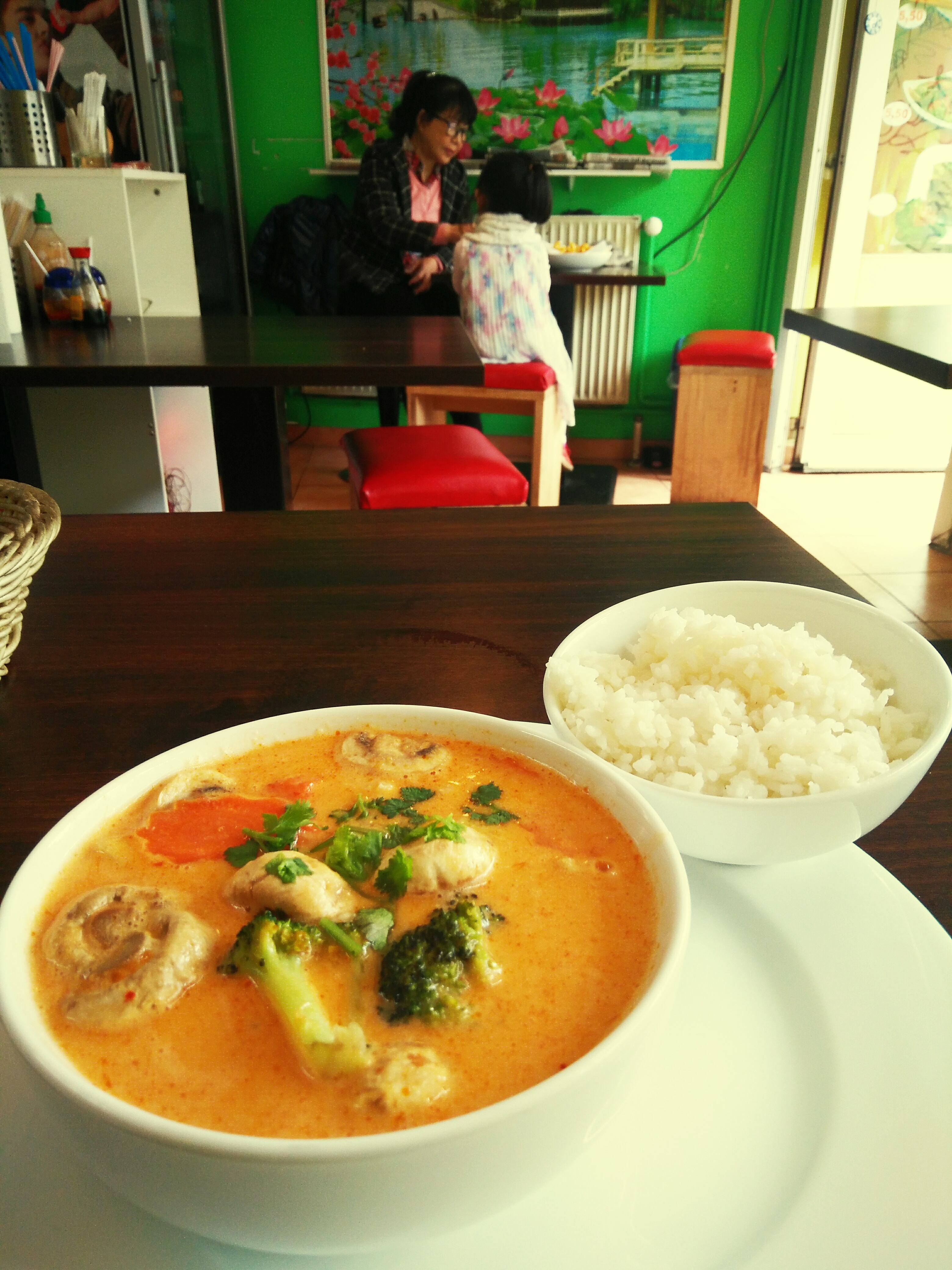
Little Hanoi
Schwarzes Café
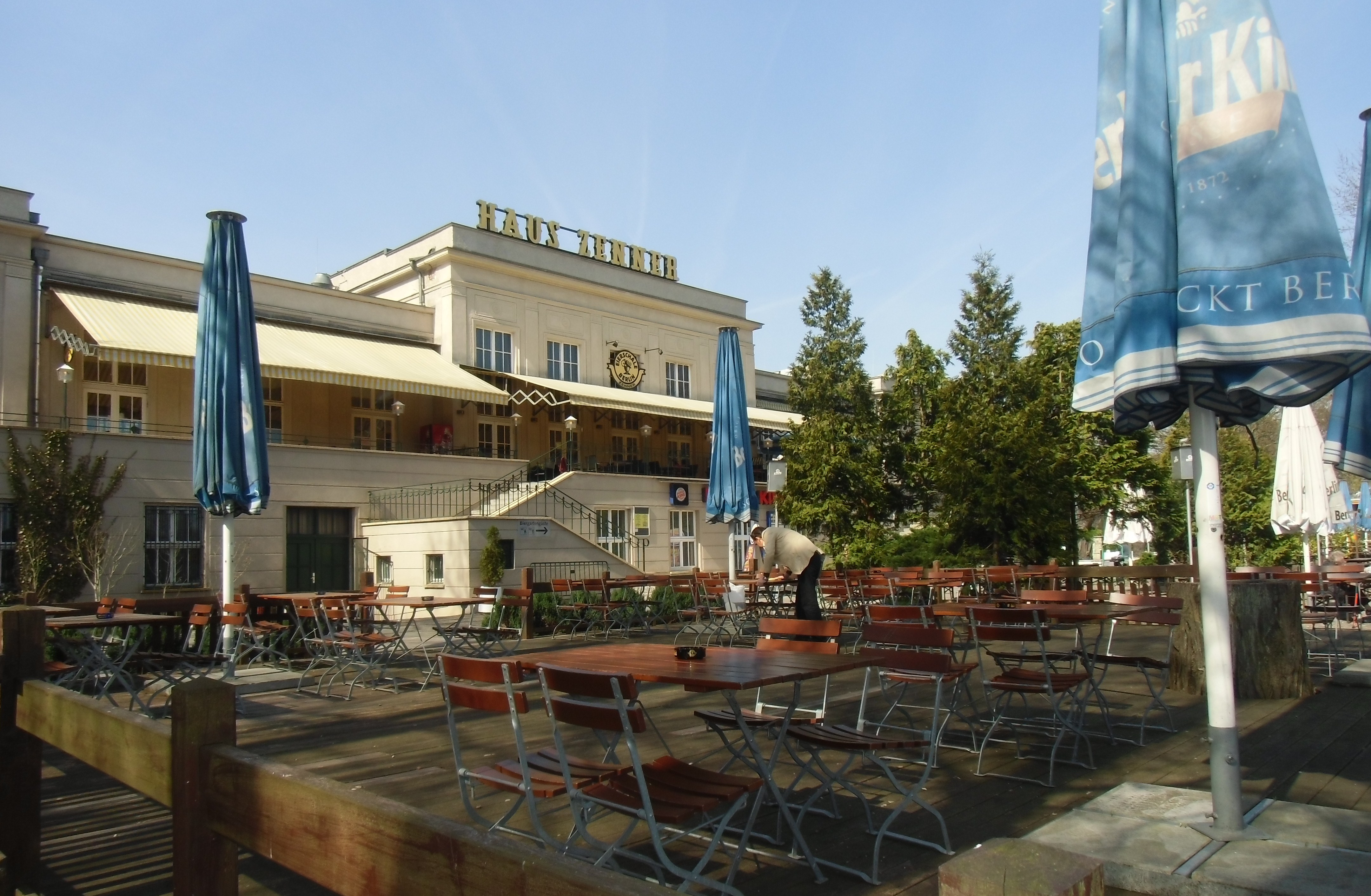
Gasthaus Zenner

Die unterschiedlichsten Nationalküchen sind in der gastronomischen Landschaft Berlins ebenfalls präsent. Zu den am häufigsten verbreiteten zählen italienisch, griechisch, thailändisch/vietnamesisch, türkisch, levantinisch, amerikanisch, chinesisch, japanisch und indisch geprägte Restaurants. Darüber hinaus hat sich die Metropole zu einem wesentlichen Zentrum für vegane oder vegetarische Küche entwickelt.

### Imbisslokale

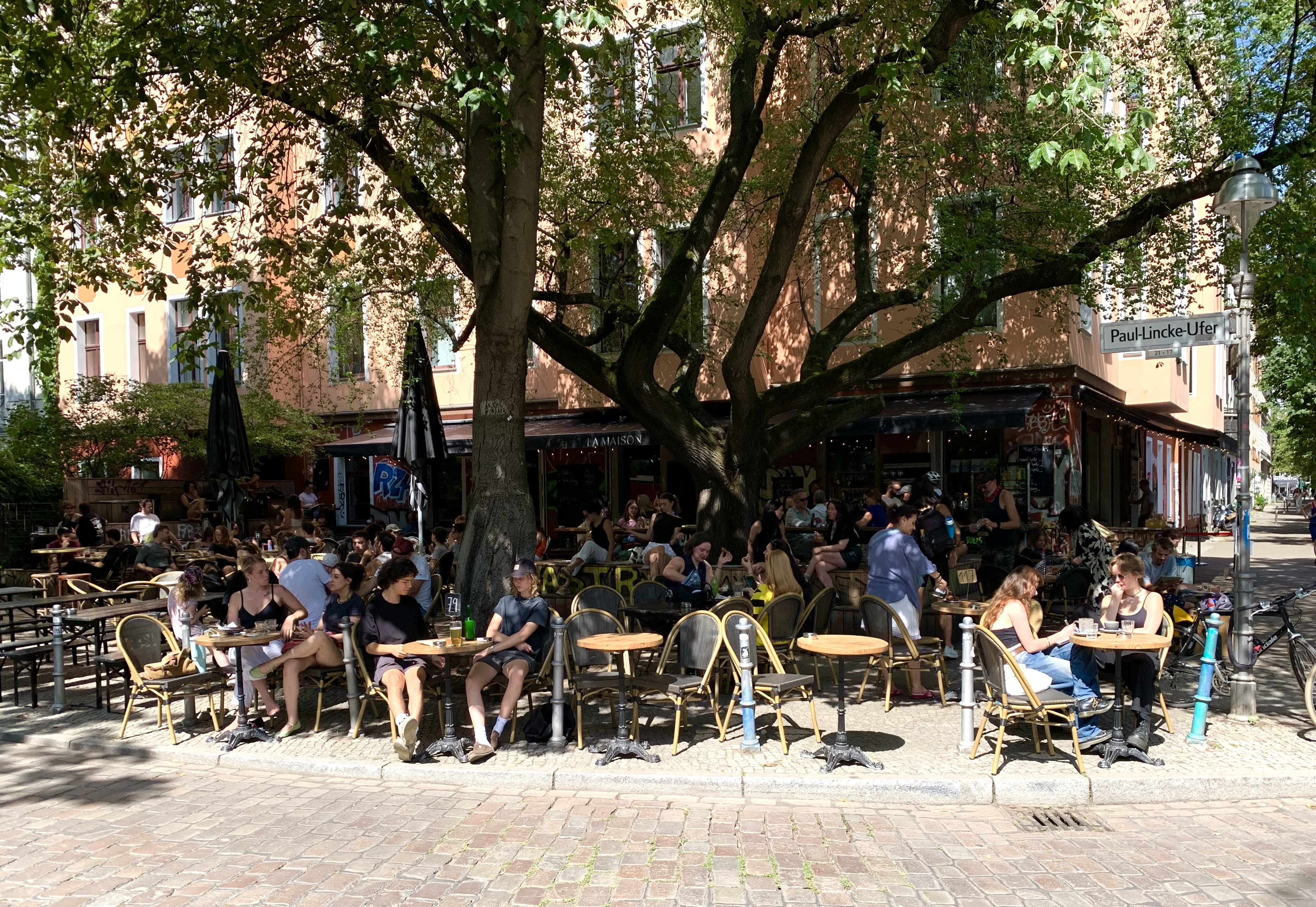
Café in Kreuzberg

Berlin ist für seine sehr diverse und vor allem international geprägte Imbisskultur bekannt. Die Verbreitung von Currywurstbuden fand seit den 1950er Jahren statt. Rund 70 Millionen Currywürste wurden 2021 in der Stadt verspeist. Bekannte Currywurststände sind u. a. Konnopke’s Imbiß und Curry 36. Seit den 1970er Jahren wurden Döner-Kebap-Läden populärer, erst im Westen der Stadt, ab 1990 auch berlinweit. Mit etwa 1600 Geschäften ist Berlin die Stadt mit den meisten Dönerläden in Europa.

### Cafés, Bars, Kneipen, Biergärten
In Berlin hat sich eine vielseitige Café-Kultur und eine berühmte, sich immer wieder erneuernde, Barszene etabliert. Das Café Sibylle, das Café Einstein Unter den Linden sowie das Café Kranzler und die Paris Bar zählen zu bekannten Adressen.
In den Kneipen, für die in Berlin traditionell keine Sperrstunde gilt, werden bis zum frühen Morgen zum Bier u. a. Rollmops, Buletten und saure Gurken angeboten. Bekannte Kneipen und Biergärten in Berlin sind u. a. der Felsenkeller, das Gasthaus Zenner, der Prater und der Pfefferberg.

## Wirtschaft
Die Berliner Ernährungswirtschaft beschäftigte im Jahr 2015 etwa 10.000 Arbeitnehmer in 91 Betrieben. Rund 25 % des Umsatzes in der Nahrungs- und Futtermittelindustrie erwirtschaftet die Süßwarenindustrie.

### Markthallen und Handel

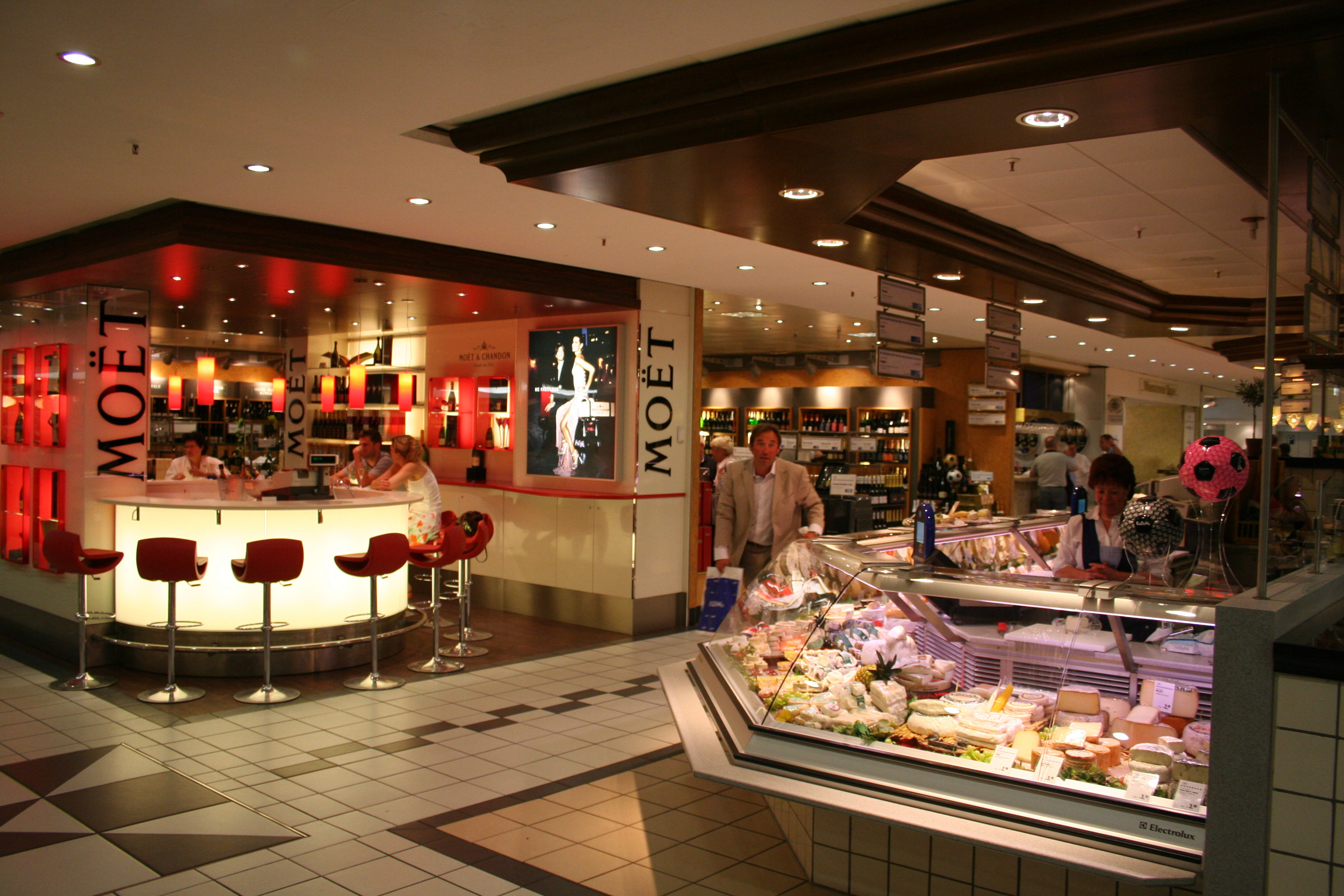
Käsetheke im KaDeWe

Das Kaufhaus des Westens (KaDeWe) ist das größte Warenhaus in Deutschland und berühmt für sein gehobenes Sortiment. Seit Ende der 1920er Jahre gilt die Feinkostabteilung als größte Lebensmittelabteilung eines Warenhauses in Europa.
Zu den bekannten aus Berlin stammenden Lebensmittelketten zählen der Feinkosthändler Lindner und die Naturkostfirma Bio Company. Delivery Hero, ein Betreiber von internetbasierten Essensbringdiensten, wurde in Berlin gegründet.

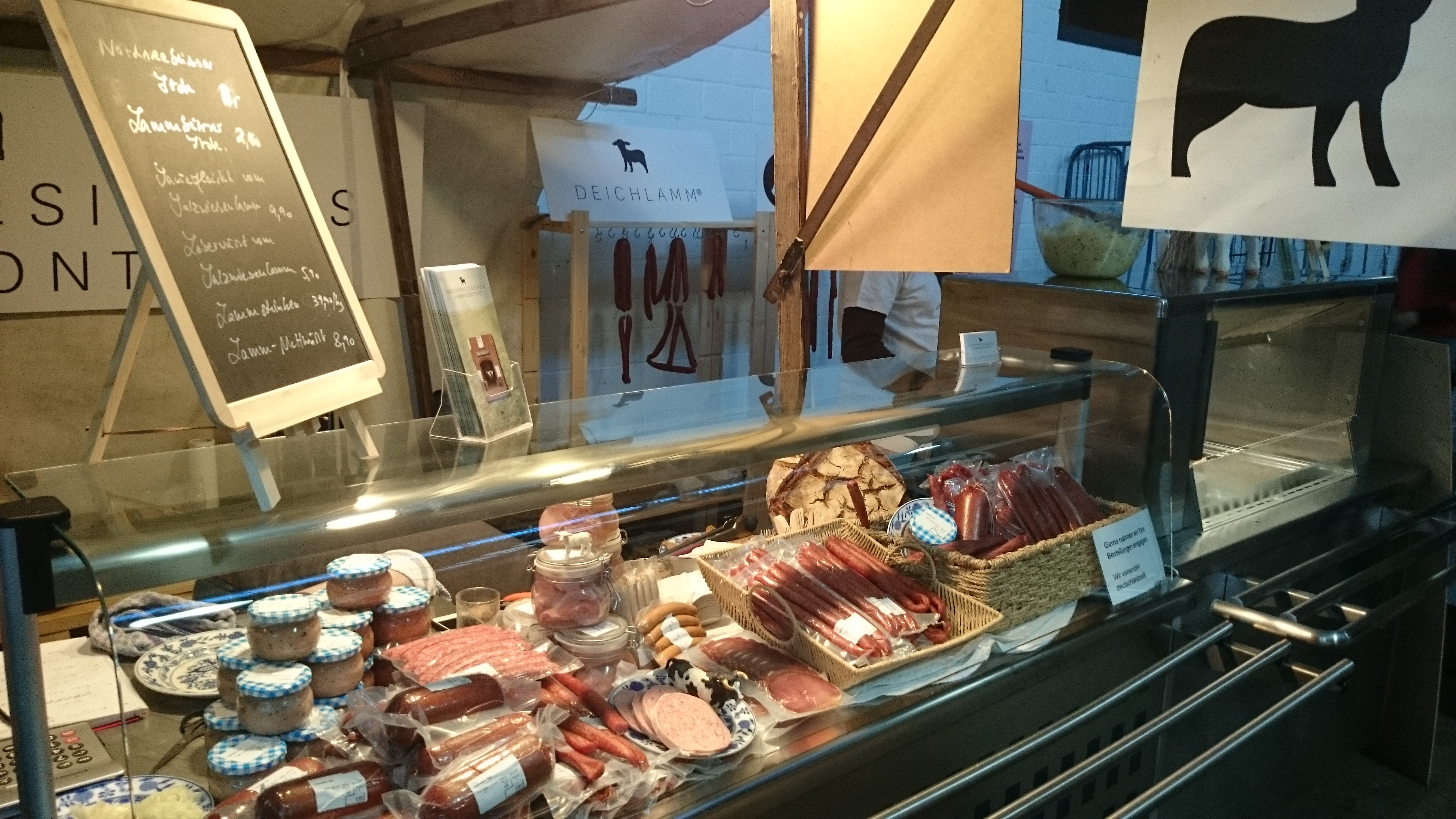
Stand in der Markthalle IX

Der Spätkauf oder auch „Späti“ ist ein Laden, der auch außerhalb der üblichen Ladenöffnungszeiten geöffnet ist und vor allem Getränke und ein kleines Sortiment an Lebensmitteln anbietet.
Der Berliner Großmarkt liegt im Ortsteil Moabit. Rund 300 Großhändler bieten hier Waren aus dem Lebensmittelbereich und Dienstleistungen an. Das Produktspektrum des Markts reicht von Obst und Gemüse (Fruchthof Berlin) über Fleisch- und Wurstwaren, Meeresfrüchte, Frischfisch und Tiefkühlfisch, Getränke, Fertigprodukte, Spezialitäten und Delikatessen.
Das Dong Xuan Center in Lichtenberg beherbergt Niederlassungen, die sich auf den Großhandel von asiatischen Produkten spezialisiert haben. Gegenwärtig zählt es zu den größten seiner Art in Deutschland.

### Unternehmen

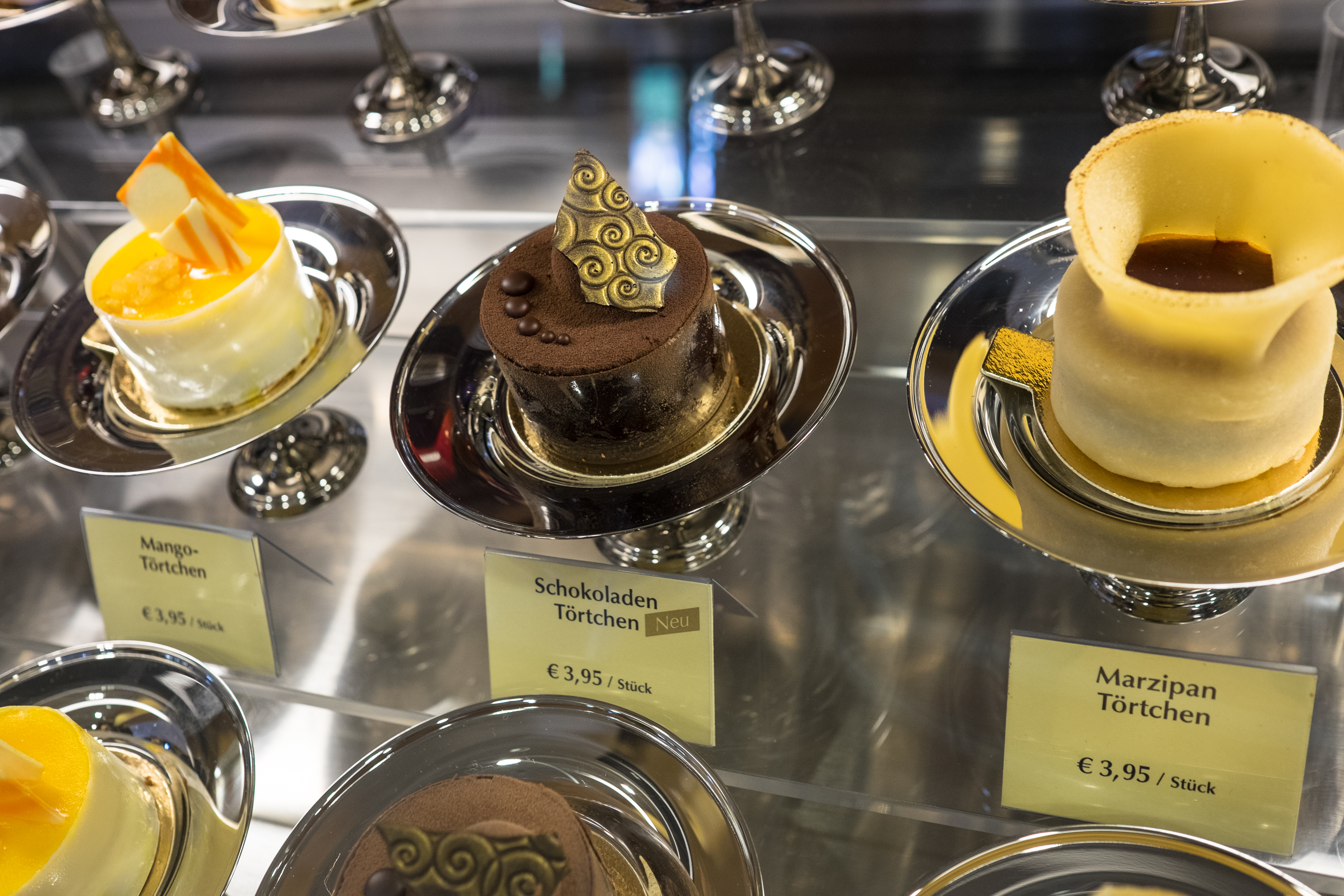
Törtchen im Rausch Schokoladenhaus

Die August Storck KG ist ein Süßwarenhersteller mit Sitz in Berlin seit 1998. Mit einem Jahresumsatz von rund zwei Milliarden Euro ist sie die größte Nahrungsmittelfirma in der Stadt. Zu den erfolgreichsten Produkten von Storck gehören u. a. Knoppers, Lachgummi, Mamba, Merci, nimm2, Super Dickmanns, Toffifee und Werther’s Original.
Die Rausch GmbH ist ein im Jahr 1918 als Confiserie gegründetes Unternehmen, das sich auf Schokoladenprodukte aus Edelkakao spezialisiert hat. Florida Eis ist eine – über die Stadtgrenzen hinaus – bekannte Eismarke aus Spandau.
Das 2011 gegründete Unternehmen HelloFresh ist einer der umsatzstärksten Lebensmittel-Versender in Europa.

### Produktionsstätten
In Neukölln werden jährlich 20.000 Tonnen Rohmasse Marzipan hergestellt, die nach ganz Europa exportiert werden.
Die Freiberger Lebensmittel GmbH & Co. Produktions- & Vertriebs KG ist ein Hersteller von Tiefkühlprodukten und anderen Fertiggerichten (Nudelgerichte, Baguettes und Snacks) mit Hauptsitz in Berlin. Gegenwärtig ist die Firma einer der größten Produzenten von Tiefkühlpizzen in Europa.
Die Kaplan Dönerproduktion GmbH beliefert rund 1000 Imbissläden in Berlin und zählt zu den größten Dönerproduzenten in Europa.
Bahlsen, ein deutsches Familienunternehmen der Backwarenbranche mit Sitz in Hannover, betreibt eines seiner größten Werke in Berlin. In der Tempelhofer Fabrik werden jährlich rund 30.000 Tonnen Keksprodukte hergestellt, die für den deutschen und internationalen Markt bestimmt sind.

## Berliner Küche in Film und Fernsehen
- Drei Damen vom Grill, Fernsehserie, 1976–1991, ARD
- Chefs Table / Tim Raue, Dokumentarfilm, 2017, Netflix
- Anthony Bourdain Parts Unknown / Berlin, TV-Reportage, 2018, CNN[31]
- Kaminer Inside: Wie isst Deutschland ?, Dokumentarfilm, 2023, 3sat
- 30 süße Dinge, die in Berlin glücklich machen, TV-Sendung, 2024, rbb